# Louie Bellson
Pour les articles homonymes, voir Louie.
Louie Bellson, de son vrai nom Louis Paul Balasoni, est un batteur, arrangeur, compositeur, chef de big band américain de jazz né à Rock Falls dans l'Illinois le 6 juillet 1924 et mort le 14 février 2009 à Los Angeles. 

## Biographie
Il a travaillé dans les big bands de Tommy Dorsey, Benny Goodman, Harry James, Duke Ellington. Virtuose de la batterie, aux côtés de Max Roach et Buddy Rich  il s'est fait connaître par ses solos où il utilise deux grosses caisses, Duke Ellington l'avait nommé « meilleur batteur du monde »,,,,,,,,,.

## Discographie (sélection)
- Trombonology (avec Tommy Dorsey, 1947)
- Fancy Dan (avec Duke Ellington, 1951)
- The Hawk Talks (avec Ellington, 1951)
- A tone parallel to Harlem (avec Ellington, 1951)
- Skin deep (avec Ellington, 1952)
- The First Concert Of Sacred Music (1965)
- Ow / Sticks (avec R. Eldridge, D. Gillespie etc. - The Exiting Drum Battle JATP Stockholm'55 - LP: Pablo Records (p)74 - 2310713 - CD: Concord PACD-2310-713-2)
- Drum solo (avec JATP, 1954)
- Basie In Sweden (avec Count Basie, 1962)
- Basie Jam (avec Count Basie, 1973)
- The Bosses avec Big Joe Turner et Count Basie (Pablo Records, 1974)
- The Drum Session (avec Shelly Manne, Willie Bobo et Paul Humphrey, 1975) - Philips
- Satch And Josh (avec O. Peterson - Basie, 1977)
- Live (1979)
- The London Gig (1982)